# Передня камера ока

1 - Склера. 2 - Судинна оболонка. 3 - Канал Шлемма. 4 - Корінь райдужки. 5 - Рогівка. 6 - Райдужка. 7 - Зіниця. 8 - Передня камера ока. 9 - Задня камера ока. 10 - Війчасте тіло. 11 - Кришталик. 12 - Скловидне тіло. 13 - Сітківка. 14 - Зоровий нерв. 15 - Зонулярні волокна.

Передня камера ока (лат. camera anterior bulbi) — простір в передній частині ока між райдужкою і внутрішньою поверхнею рогівки, заповнений водянистою вологою. 
В місці стику райдужки і рогівки утворюється кут передньої камери ока (angulus iridocornealis). Тут розміщується гребінчаста зв’язка (ligamentum pectinatum anguli iridocornealis), в товщі якої знаходиться тонка сітка щілеподібних просторів (spatia anguli iridocornealis). Тут відбувається процес всмоктування водянистої вологи і її відведення в канал Шлемма.
Передня камера ока сполучається з меншою задньою камерою ока за допомогою зіниці.

## Захворювання
Дві основні патології, що виникають в цій ділянці це — гіфема (крововилив в передню камеру ока) і глаукома. При глаукомі заблокований канал Шлемма перешкоджає нормальному відтоку водянистої вологи, внаслідок чого підвищується внутрішньоочний тиск, і що може призвести до сліпоти.